# Đấu trường siêu việt
Đấu trường siêu việt (hay Đấu trường siêu Việt, tiếng Anh: Domination) là một chương trình trò chơi truyền hình được phát sóng trên kênh VTV3 từ ngày 7 tháng 7 năm 2022. Đây là chương trình trở lại sau 6 năm ngừng phát sóng phiên bản quốc tế đầu tiên của chương trình truyền hình Domination đến từ Israel. Thành Trung là người dẫn chương trình trong suốt thời gian phát sóng.

## Định dạng
Trong mỗi tập phát sóng, một người chơi sẽ đối đầu với 50 nhóm người chơi thuộc nhiều ngành nghề và sở thích khác nhau tham gia trả lời một danh sách câu hỏi theo các chủ đề của chương trình. Hệ thống chọn ra ngẫu nhiên 10 nhóm người chơi (mỗi nhóm gồm 50 người) để người chơi lựa chọn thách đấu.
Có tất cả 8 chủ đề mà người chơi lần lượt phải vượt qua, trong đó 7 chủ đề được cung cấp cho người chơi ngay từ đầu, còn chủ đề thứ 8 được giấu đi cho đến khi người chơi vượt qua được 7 chủ đề này. Ở mỗi chủ đề, người chơi lựa chọn một nhóm người để đối đầu trong một bộ câu hỏi gồm 10 câu liên quan đến chủ đề đó, với ba đáp án chung cho tất cả các câu hỏi trong bộ. Hệ thống sẽ tính toán số câu trả lời đúng trung bình trong 10 câu của nhóm người này (chính xác đến số thập phân thứ nhất). Để đánh bại nhóm người mà người chơi đã lựa chọn, người chơi cần trả lời đúng nhiều câu hỏi hơn số câu trả lời đúng trung bình của nhóm người chơi đó trong thời gian quy định (ví dụ, nếu con số này là 5,8 thì người chơi phải trả lời đúng 6 câu hỏi).
Người chơi có thể đưa ra đáp án cho mỗi câu hỏi bất cứ lúc nào (kể cả khi MC chưa đọc xong câu hỏi) bằng cách đọc to đáp án của mình (chỉ đáp án đầu tiên mà người chơi đưa ra được ghi nhận). Nếu thành công, người chơi sẽ có được số tiền thưởng ứng với mốc tiền thưởng của chương trình (theo cơ cấu bên dưới) và tiếp tục đến chủ đề tiếp theo. Nếu thất bại (hết giờ mà vẫn chưa đạt mục tiêu hoặc không thể đạt mục tiêu về mặt lý thuyết), người chơi sẽ phải dừng cuộc chơi và ra về mà không có tiền thưởng. Nếu vượt qua cả 8 chủ đề, người chơi sẽ giành được giải thưởng cao nhất là 300 triệu đồng.
Người chơi có một lần sử dụng quyền "đổi nhóm" trong 5 chủ đề đầu tiên. Khi người chơi thấy rằng một nhóm người có tỷ lệ trả lời đúng trung bình quá cao, người chơi có thể sử dụng quyền này để xem qua tỷ lệ trả lời đúng trung bình của một nhóm người khác và có thể chọn nhóm người đó nếu thấy tỷ lệ trả lời đúng trung bình của họ thấp hơn.

### Thang tiền thưởng
Đây là các mốc tiền thưởng hiện tại của chương trình. Các mốc thứ 3 và thứ 6 là các mốc an toàn, người chơi sau khi vượt qua các mốc này có thể dừng cuộc chơi để ra về với số tiền thưởng tương ứng.
| Chủ đề | Giá trị tiền thưởng (đồng) | Thời gian trả lời (giây) | Ghi chú |
| ------ | -------------------------- | ------------------------ | --- |
| 1      | 1.000.000                  | 90                       | |
| 2      | 3.000.000                  | 90                       | |
| 3      | 5.000.000                  | 90                       | |
| 4      | 15.000.000                 | 75                       | Hai nhóm người có tỷ lệ trả lời đúng trung bình thấp nhất trong các chủ đề trước sẽ bị loại trước khi người chơi chọn nhóm người cho chủ đề này. |
| 5      | 25.000.000                 | 75                       | |
| 6      | 35.000.000                 | 75                       | |
| 7      | 100.000.000                | 60                       | Hệ thống tự động chọn nhóm người có tỷ lệ trả lời đúng cao nhất (trong 2 nhóm còn lại) trong các chủ đề trước để người chơi đối đầu.             |
| 8      | 300.000.000                | 60                       | Người chơi sẽ đối đầu với nhóm "Đấu trường siêu việt" – là tập hợp 50 người chơi thuộc 50 nhóm người có số câu trả lời đúng cao nhất.            |

## Sản xuất
Đấu trường siêu việt được thông báo phát sóng cuối tháng 6 năm 2022 với 15 tập phát sóng. Tại thời điểm phát sóng, Việt Nam là quốc gia đầu tiên trên thế giới mua bản quyền và sản xuất định dạng chương trình Domination. Phiên bản gốc này từng là một trong những sự kiện truyền hình tương tác lớn chưa từng có trên đài truyền hình tại Israel. Thành Trung chia sẻ với báo điện tử VTC News rằng anh rất hào hứng khi được trở thành MC tại chương trình và đánh giá nó có lợi cho bản thân anh cũng như những khán giả ham học hỏi.
Chương trình nhận được sự hưởng ứng của hàng nghìn người chơi, trong đó có những người chơi nổi tiếng như Hà Việt Hoàng, Thục Nữ, Nguyên Khang, Hoàng Oanh, Trịnh Minh Quang... đến casting để trả lời các câu hỏi tại chương trình.
Theo báo Pháp Luật Thành phố Hồ Chí Minh, điểm đặc biệt của chương trình này là có khả năng kết nối với khán giả cả nước. Để có thể làm được điều này, gần 4.000 lượt khảo sát được gửi đi đến khán giả cả nước để trả lời các câu hỏi thuộc nhiều chủ đề khác nhau. Những khán giả may mắn được lựa chọn ngẫu nhiên vào 50 nhóm người khác nhau sẽ trả lời gián tiếp tại nhà và kết quả sẽ được tổng hợp lại để thử thách những người chơi tham gia tại chương trình.
Chương trình do Trung tâm phim tài liệu (trước ngày 1 tháng 10 năm 2022 là Ban Thanh thiếu niên), Đài Truyền hình Việt Nam phối hợp với Công ty truyền thông Bee sản xuất.

### Sân khấu
Báo Pháp Luật Thành phố Hồ Chí Minh nhận xét sân khấu của chương trình được thiết kế cao hơn các chương trình kiến thức thông thường, người chơi phải đứng trên bục cao và đối diện với màn hình LED lớn cũng như nhiều màn hình LED nhỏ bao quanh khu vực sân khấu. Tác giả Nhật Linh của báo khẳng định thiết kế này chính là điểm mới tạo nên màu sắc cho chương trình sau hơn 2 năm ảnh hưởng bởi đại dịch.

## Phát sóng
Đấu trường siêu việt lên sóng lần đầu vào ngày 7 tháng 7 năm 2022. Mùa đầu tiên được phát sóng trên kênh VTV3 lúc 20:30 thứ 5 hàng tuần. Các tập đã phát sóng được công chiếu lại trên kênh YouTube chính thức của nhà sản xuất lúc 21:30 cùng ngày.

## Các tập phát sóng
| Tập | Ngày phát sóng       | (Cặp) người chơi                     | Giá trị tiền thưởng (đồng) | TK                   |
| --- | -------------------- | ------------------------------------ | -------------------------- | -------------------- |
| 1   | 7 tháng 7 năm 2022   | Hoàng Oanh                           | 0                          | [ 8 ] [ 8 ] [ 9 ]    |
| 1   | 7 tháng 7 năm 2022   | Uy Lê                                | 35.000.000                 | [ 8 ] [ 8 ] [ 9 ]    |
| 2   | 14 tháng 7 năm 2022  | Hà Việt Hoàng                        | 0                          | [ 10 ] [ 11 ] [ 12 ] |
| 2   | 14 tháng 7 năm 2022  | Phương Mai                           | 0                          | [ 10 ] [ 11 ] [ 12 ] |
| 3   | 21 tháng 7 năm 2022  | Nguyễn Hoàng Nghĩa                   | 0                          | [ 13 ] [ 14 ] [ 15 ] |
| 3   | 21 tháng 7 năm 2022  | Nhữ Ngọc Nguyên Trực                 | 0                          | [ 13 ] [ 14 ] [ 15 ] |
| 4   | 28 tháng 7 năm 2022  | Trần Tuấn Đạt (Thầy Beo U40)         | 35.000.000                 | [ 16 ] [ 17 ]        |
| 4   | 28 tháng 7 năm 2022  | Nguyễn Nam Anh                       | 0                          | [ 16 ] [ 17 ]        |
| 5   | 4 tháng 8 năm 2022   | Nguyễn Thục Nữ                       | 0                          | [ 18 ] [ 19 ] [ 20 ] |
| 5   | 4 tháng 8 năm 2022   | Trịnh Minh Quang                     | 35.000.000                 | [ 18 ] [ 19 ] [ 20 ] |
| 6   | 11 tháng 8 năm 2022  | Nguyễn Minh Luân (Lucas Luân Nguyễn) | 0                          | [ 21 ] [ 22 ]        |
| 6   | 11 tháng 8 năm 2022  | Vũ Dino                              | 0                          | [ 21 ] [ 22 ]        |
| 7   | 18 tháng 8 năm 2022  | Nguyên Khang                         | 0                          | [ 23 ] [ 24 ]        |
| 7   | 18 tháng 8 năm 2022  | Vũ Hoàng Kha                         | 0                          | [ 23 ] [ 24 ]        |
| 8   | 25 tháng 8 năm 2022  | Trần Việt Bảo Hoàng – Vũ Hoàng My    | 300.000.000                | [ 25 ] [ 26 ] [ 27 ] |
| 9   | 1 tháng 9 năm 2022   | Trần Thị Minh Thu                    | 0                          | [ 28 ] [ 29 ]        |
| 9   | 1 tháng 9 năm 2022   | Nguyễn Hoàng                         | 0                          | [ 28 ] [ 29 ]        |
| 10  | 8 tháng 9 năm 2022   | Nguyễn Ngọc Tuấn (Fabo Nguyễn)       | 35.000.000                 | [ 30 ] [ 31 ] [ 32 ] |
| 10  | 8 tháng 9 năm 2022   | Phạm Công Thành (Huyme)              | 0                          | [ 30 ] [ 31 ] [ 32 ] |
| 11  | 15 tháng 9 năm 2022  | Phùng Quang Huy                      | 0                          | [ 33 ] [ 34 ] [ 35 ] |
| 11  | 15 tháng 9 năm 2022  | Phạm Ngọc Phương Anh                 | 0                          | [ 33 ] [ 34 ] [ 35 ] |
| 12  | 22 tháng 9 năm 2022  | Dustin Phúc Nguyễn                   | 0                          | [ 36 ] [ 37 ]        |
| 12  | 22 tháng 9 năm 2022  | Võ Duy Khánh                         | 35.000.000                 | [ 36 ] [ 37 ]        |
| 13  | 29 tháng 9 năm 2022  | Đinh Minh Quyền                      | 0                          | [ 38 ]               |
| 13  | 29 tháng 9 năm 2022  | Lê Quang Mỹ                          | 35.000.000                 | [ 38 ]               |
| 14  | 6 tháng 10 năm 2022  | Chí Thiện                            | 0                          | [ 39 ] [ 40 ] [ 41 ] |
| 14  | 6 tháng 10 năm 2022  | Mạch Thái Sơn                        | 0                          | [ 39 ] [ 40 ] [ 41 ] |
| 15  | 13 tháng 10 năm 2022 | Phan Thế Anh                         | 0                          | [ 42 ] [ 43 ] [ 44 ] |
| 15  | 13 tháng 10 năm 2022 | Huyền Trang                          | 0                          | [ 42 ] [ 43 ] [ 44 ] |

## Đón nhận
Một bài viết trên Báo Hậu Giang nhận xét, mặc dù luật chơi gần giống như Ai là triệu phú, nhưng chương trình Đấu trường siêu việt có sự tương tác lớn hơn, câu hỏi bao quát nhiều chủ đề và bởi vậy, sự cạnh tranh, tính toán sẽ khó khăn hơn. Tác giả Thảo Hương nhận xét rằng, qua từng tập phát sóng, chương trình giúp khán giả nhận ra rằng, người chơi tham gia không chỉ cần có mỗi kiến thức mà còn cần phải có sự may mắn thì mới có thể giành chiến thắng. Bài viết nhận xét rằng đây chính là những nhân tố giúp chương trình thu hút được sự quan tâm của khán giả truyền hình và dần tìm được chỗ đứng riêng trong số các chương trình giải trí được phát sóng trên sóng truyền hình hiện nay.

### Hoạt động thiện nguyện
Bên cạnh ý nghĩa chung của chương trình, một số người chơi còn sử dụng số tiền này vào các hoạt động từ thiện. Trong mùa đầu tiên, cặp người chơi Bảo Hoàng – Hoàng My đã sử dụng số tiền có được để cùng ê-kíp thực hiện chương trình trao quà và tặng học bổng cho học sinh khó khăn tại xã Bình Hòa Nam, huyện Đức Huệ, tỉnh Long An nhân mùa khai trường.